# AD Jaraguá
Die Associação Desportiva Jaraguá, auch bekannt als ADJ oder Jaraguá Futsal, ist ein Futsalklub aus Jaraguá do Sul im brasilianischen Bundesstaat Santa Catarina.

## Geschichte
Jaraguá wurde am 15. Februar 1992 von einer Gruppe von Sportlern aus der Stadt gegründet. Bereits kurz nach seiner Gründung schloss sich der Klub dem Verband von Santa Catarina an und debütierte noch im Dezember des Jahres in der Campeonato Catarinense de Futsal. Nach der Saison 1993 musste sich Jaraguá vom Spielbetrieb zurückziehen. Da der Klub an keinem anderen Wettbewerb teilnahm und die Campeonato Catarinense nur zwei Monate dauerte, zogen sich die Sponsoren zurück. Jaraguá unterhielt 1994 daher nur Mannschaften im Nachwuchsbereich, unterhielt aber Unterstützung von der Fundação Municipal de Esportes (FME), der städischen Sportstiftung. Durch diese wird auch häufig das Kürzel FME im Zusammenhang mit dem Namen von Jaraguá genannt. Ab 1995 kehrte der Klub wieder in den Ligabetrieb zurück und spielte ab 1996 in der ersten Liga der Campeonato Catarinense. 1999 fanden sich dann wieder örtliche Sponsoren und Jaraguá konnte seine erste Meisterschaft feiern.
Zur Saison 2001 ging Jaraguá eine Partnerschaft mit dem Unternehmer Wandér Weege ein, dessen Textilunternehmen Malwee Malhas aus Jaraguá do Sul, Sponsor wurde. In der Folge war der Klub vornehmlich unter dem Werbenamen Malwee/Jaraguá, Malwee/FME oder auch Malwee Futsal bekannt. Malwee investierte in den Klub von 2001 bis 2010 hohe Summen, welches sich in der Zeit in nationalen und internationalen Erfolgen widerspiegelte. Bekannte Futsalspieler wie Falcão, Cacau, Manoel Tobias, Tiago oder Lenísio traten in dieser Zeit für den Klub an. 2001 debütierte man auf nationaler Ebene in der Liga Nacional de Futsal.
Im April 2010 wurde bekannt, dass das Sponsoring von Malwee zum Jahresende auslaufen würde. Nach Abschluss der Saison im Dezember wurde Jaraguá zum zweiten Mal nach 2008 mit dem Futsal Awards als bester Futsalklub ausgezeichnet, stand aber 2011 ohne Profikader und Sponsoren da. Man behalf sich wie in den 1990er Jahren damit, den Schwerpunkt auf den Nachwuchsbereich zu legen, nicht mehr an der nationalen Liga, der Liga Nacional de Futsal, teilzunehmen und mit jungen Spielern nur in der Campeonato Catarinense anzutreten. Ab der Saison war Jaraguá durch neue Sponsoren wieder in der Lage, auch auf nationaler Ebene mitzuspielen. Erneut mit der Unterstützung der FME waren die Unternehmen CSM Equipamentos und Pré-Fabricar Construções zu Sponsoren geworden. Der kurioseste Mannschaftname in dieser Zeit war daher CSM/Pré-Fabricar/FME/Jaraguá.
CSM Equipamentos musste ein Engagement 2015 reduzieren. Jaraguá fand wieder Hilfe bei Wandér Weege, dem Eigentümer von Malwee. Dieses Mal wurde dessen Weingut Vinícola Pericó offizieller Sponsor des Teams. Nachdem auch Pré-Fabricar seine Förderungen eingestellt hatte, drohte im Folgejahr der Abbruch der Spiele, konnte die Saison aber noch regelkonform zu Ende bringen. Mit der Fakini Malhas Ltda. wurde 2017 ein neuer Sponsor gefunden. Von den 1,6 Millionen Real Schulden konnten in vier Jahren 1,3 Million abgebaut werden und der Klub erhielt neue Strukturen. Durch diese Maßnahmen konnte Jaraguá wieder erste Erfolge feiern.

## Erfolge
- Futsal Awards: 2008, 2010
- Copa Libertadores (Futsal) 6×: 2004, 2005, 2006, 2007, 2008, 2009
- Liga Nacional de Futsal 5×: 2005, 2007, 2008, 2010, 2024
- Taça Brasil de Futsal 7×: 2003, 2004, 2005, 2006, 2007, 2008, 2015
- Superliga de Futsal 4×: 2005, 2006, 2009, 2010
- Supercopa do Brasil: 2016
- Campeonato Catarinense de Futsal 12×: 1999, 2000, 2002, 2003, 2004, 2005, 2006, 2008, 2015, 2021, 2022, 2024
- Copa Santa Catarina de Futsal 2×: 2002, 2006
- Recopa Santa Catarina de Futsal 2×: 2022, 2025